# اسوماه ابو بكر
اسوماه أبو بكر (10 مايو 1997 بكوماسي في غانا - ) هو لاعب كرة قدم برتغالي في مركز الهجوم. لعب مع فيلم تو تيلبورغ.

## روابط خارجية
- اسوماه ابو بكر على موقع قاعدة بيانات كرة القدم.إي يو (الإنجليزية)
- اسوماه ابو بكر على موقع Soccerway.com (الإنجليزية)
- اسوماه ابو بكر على موقع عالم كرة القدم.نت (الإنجليزية)